# Patroklus z Troyes
Svatý Patroklus z Troyes (česky také Patrokl, latinsky Patroclus nebo Patroccus, francouzsky Parre, německy Trockel) byl galský voják, křesťanský kazatel a mučedník v Troyes ve 3. století.

## Život a legenda
Byl galským občanem města Troyes a vojákem římské provincie Galia pod správou generála a konzula Aureliána. O původu jeho rodiny není nic známo. V legendách vystupuje jako šiřitel křesťanské víry, který byl z příkazu císaře Valeriána zatčen a předveden k výslechu u generála Aureliána. Odmítl se zříci křesťanské víry a obětovat římským bohům, proto měl být spoután a utopen. Exekuci zabránila povodeň, při níž Patroklus v řece Seině neutonul, ale zázrakem se zachránil. Poté byl znovu uvězněn a jeho vlastním mečem mu byla uťata hlava.
Jeho svátek se slaví 21. ledna.

## Úcta

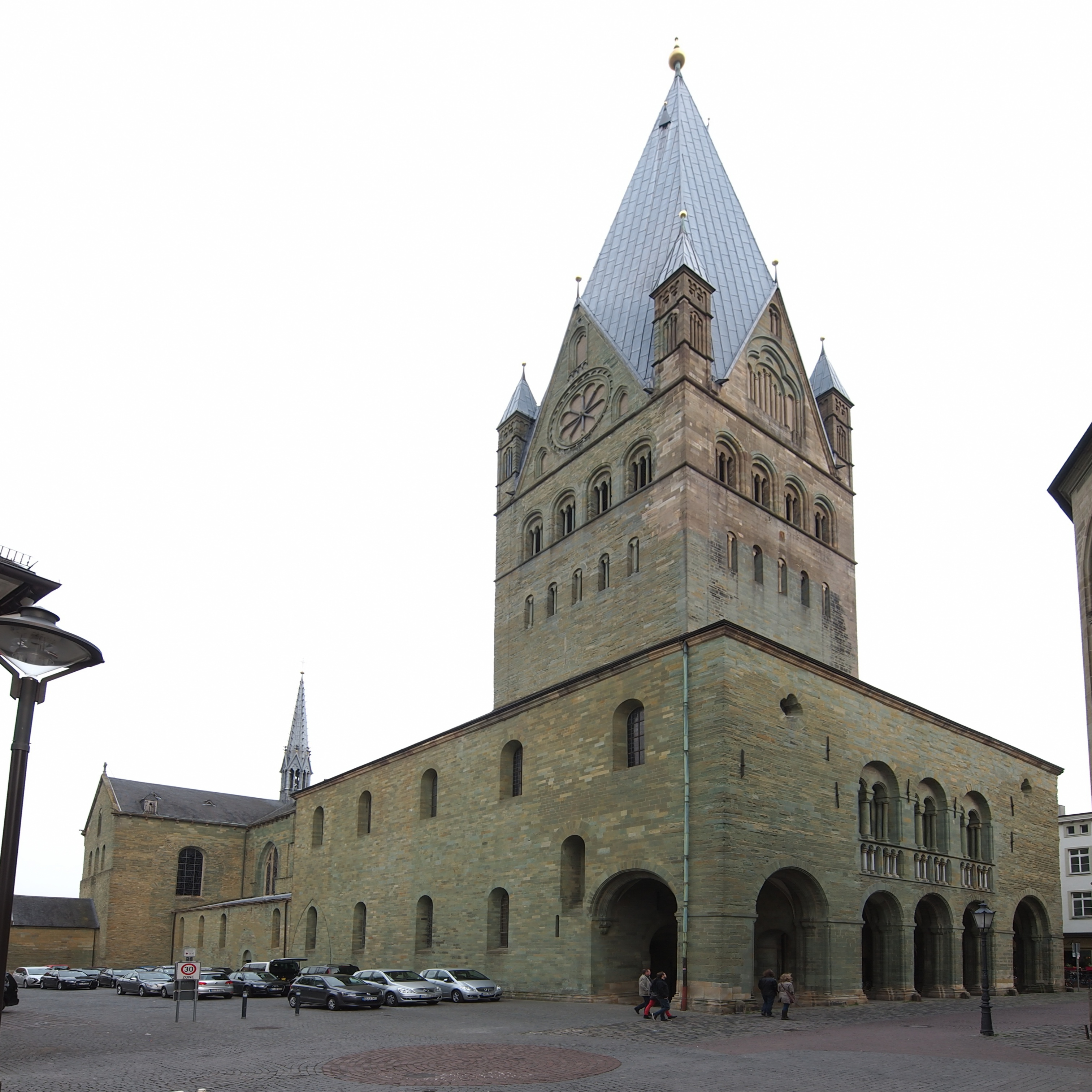
Dóm sv. Patrokla v Soestu

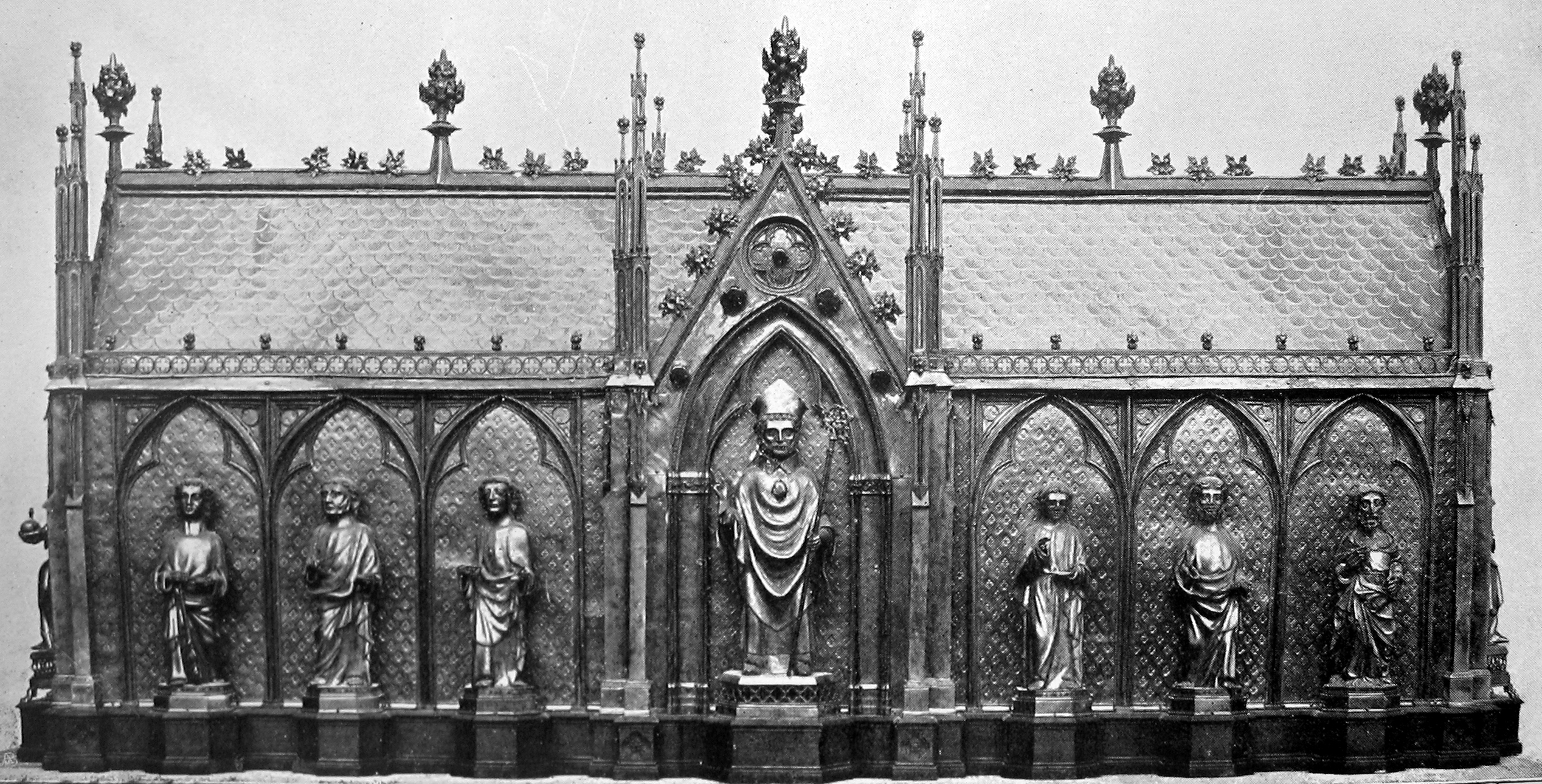
Gotický relikviář sv. Patrokla z dómu v Soestu, stříbro, 1. čtvrtina 14. století

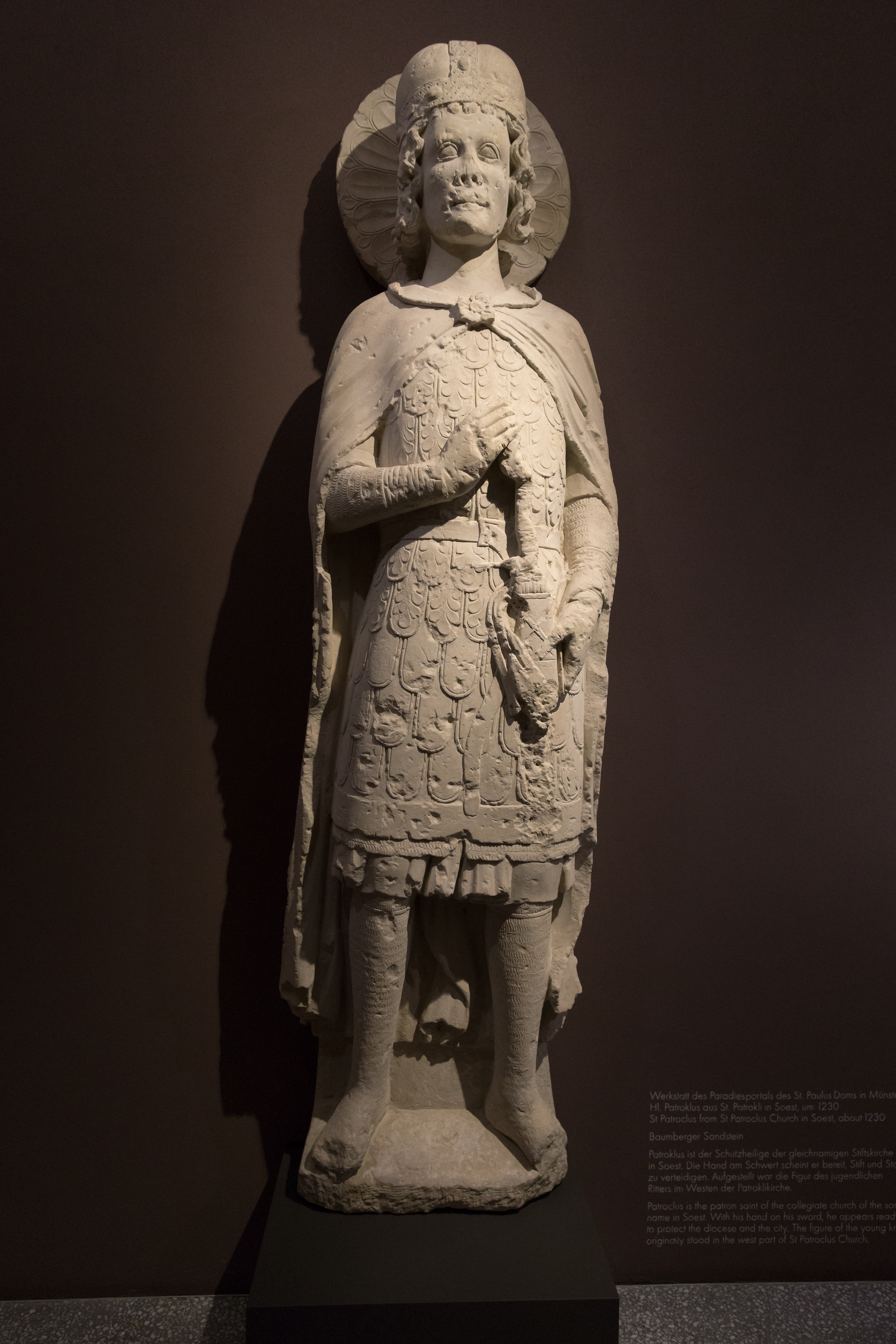
Socha sv. Patrokla v kroužkové zbroji a s ulomeným mečem, z dómu v Münsteru, 2. polovina 13. století

Jeho tělo bylo nejdříve pohřbeno v Troyes. Kolínský arcibiskup Bruno dal roku 960 ostatky přenést do dómu sv. Patrokla v Soestu. Dóm byl vybombardován za druhé světové války a rekonstruován do roku 1954, kdy do něj byl vrácen stříbrný gotický relikviář s tělem sv. Patrokla.
Kostely a kaple byly zasvěcovány svatému Patroklovi zejména ve středověku, nejen v Troyes, ale především v Německu: v Kolíně nad Rýnem, Lübecku a Dortmundu, tam jsou také četné oltáře a sochy tohoto světce. Německy mluvící obyvatelstvo přeneslo kult také do Polska, Rakouska a českých zemí.

## Ikonografie
Bývá zobrazován jako pěší voják v kroužkové zbroji nebo jako těžkooděnec ve zbroji s mečem (někdy meč nemá čepel jako znamení Patroklova odepření vojenské služby v římském vojsku), s římským orlem na štítu. V německé heraldice to je zlatý rozkřídlený orel na černém štítu. Může být zaměňován se sv. Václavem. Dalšími atributy jsou ryba s perlou, kříž či palma mučedníka.
Ve skupině bývá zobrazován se svatými vojáky jako příslušník Kristova vojska (lat. Milites Christi) nebo se svým žákem Sabiniánem z Troyes.